# 清水雅彦 (指揮者)
清水 雅彦（しみず まさひこ、1959年（昭和34年） - ）は日本の合唱指揮者、声楽家（テノール）、音楽教育者。

## 経歴
新潟県出身。東京藝術大学音楽学部声楽科を卒業後、宗教曲や日仏露歌曲の演奏会に数多く出演。「歌の世界」と題する委嘱初演を含むテノールリサイタルを定期的に開催、継続研究発表を行い出版へ繋げている。直近では2019年（平成31年）1月5日（土）東京・浜離宮朝日ホールにて「歌の世界その9『こどもを想う－未来へ』」を開催、好評を博した。小川恒子、三林輝夫、小野光子に師事。三輝会会員。
一方、各種コンクール、合唱祭・講習会等の審査・講評、NHK全国学校音楽コンクール全国コンクール審査員・放送初演・スーパー教室、音楽雑誌・教科書への執筆、音楽の模擬授業、小中校音楽研究会の講師など、声楽・合唱指導・音楽教育と幅広い分野で活躍している。Nコン2019では、小学校課題曲『わたしはこねこ』の放送初演を担当した。NHKラジオ『みんなのコーラス』レギュラー出演も行っている。
また2002年に日本人として初めて「グアテマラ国際合唱祭」に参加したことをきっかけに、2007年度、2017年度後期には、都留文科大学の学外研究制度でグアテマラを本拠に研究活動をし、これまで在グアテマラ日本大使館やグアテマラ教育省主催行事、メキシコ・プエブラ音楽院などでのワークショップ講師、コスタリカ・エレーディア音楽大学での「日本文化と合唱事情」レクチャー、ボゴタ・コロンビア大学での声楽公開レッスン、声楽演奏、指揮を務めるなど、中南米・カリブ各国と日本の文化・芸術交流の一端も担っている。
2016年、国立音楽大学夏期音楽講習会において講師を務める。
現在、都留文科大学教授。東京藝術大学非常勤講師。日本合唱指揮者協会ならびに合唱人集団「音楽樹」会員。全日本合唱連盟国際委員。
合唱指揮者としては、全日本合唱コンクール全国大会 大学職場一般部門 大学ユースの部において、都留文科大学合唱団を第62回（2009年）から12回連続して金賞に導いており、第67回（2014年）、第68回（2015年）、第70回（2017年）、第72回（2019年）、第74回（2021年）においては金賞・文部科学大臣賞を受賞した。また、第49回（2000年）東京六大学合唱連盟定期演奏会合同演奏で信長貴富作曲『新しい歌』初演、第52回（2003年）東京六大学合唱連盟定期演奏会で早稲田大学グリークラブを指揮、第53回（2004年）東西四大学合唱演奏会合同演奏、第54回（2005年）東京六大学合唱連盟定期演奏会合同演奏を指揮、第57回（2008年）東京六大学合唱連盟定期演奏会合同演奏で信長貴富作曲『新しい歌』2台ピアノ版初演。また第144回（2019年）慶應義塾ワグネル・ソサィエティー男声合唱団の客演指揮者を務めている。

## 著書等
以下の他にもCD録音、VTR・DVD等の指導録画が多数ある。
- 『100%Music第9巻 コーラスを歌おう－発声の初歩からステージまで－」（音楽之友社）
- 『合唱エクササイズ指導編1.2（カワイ出版）[2]
- 女声合唱曲集『とりお・ざ・しみずのうたざんまい』共編（カワイ出版）